# Minorización del idioma catalán
La minorización de la lengua catalana es un proceso histórico de minorización lingüística experimentado por la lengua catalana desde su época de plenitud en los siglos XIV y XV hasta ser sobrepasado en número de hablantes por el castellano, francés o italiano en cada una de las regiones donde el catalán era la lengua mayoritaria en el siglo XIV.
Este proceso histórico y sociolingüistico comprende distintas épocas y variedad manifestaciones, incluyendo los intentos de subordinarla al castellano o al francés en la esfera pública. Hacia finales del siglo XIV la Corona de Aragón alcanzó su máxima expansión política y geográfica, completando el avance tanto en dirección al sur peninsular, Valencia y Murcia, como al oriente mediterráneo, Mallorca, Sicilia, Cerdeña, Nápoles, Atenas y Neopatria. La presencia de colonos catalanohablantes en la mayor parte de esos territorios expandió el catalán también por varias de estas regiones. Así, durante el siglo XV, logró ser una de las lenguas más extendidas del Mediterráneo, exclusiva en Mallorca y mayoritaria en Valencia. Sin embargo, desde 1412, cuando por el Compromiso de Caspe la Corona de Aragón pasó a la casa de Trastámara, el castellano comenzó a introducirse también en el dominio lingüístico catalán. Esta presencia del castellano aumentó más con la unión de las coronas de Aragón y de Castilla, a finales del mismo siglo, por la unión matrimonial de Fernando II de Aragón e Isabel I de Castilla. En los siguientes siglos, y en diferentes etapas, el uso de la lengua catalana sufrió restricciones de diversa naturaleza y, tanto en España como en Francia, se dictaron disposiciones legales tendentes a su eliminación o disminución en el ámbito público y oficial, restringiendo su uso al ámbito privado y doméstico.
En la segunda mitad del siglo XIX, principalmente en Cataluña y en menor medida en Valencia y Baleares, el idioma catalán conoció una recuperación de su prestigio anterior junto a la cultura catalana, gracias al movimiento de la Renaixença, paralelo al romanticismo europeo. Los Juegos Florales contribuyeron de forma importante a la difusión de la literatura y la lengua catalanas. La recuperación iniciada con la Renaixença tuvo continuidad en el primer tercio del siglo XX, aunque se vio temporalmente interrumpido con la dictadura de Primo de Rivera, que se caracterizó por la marginación del idioma en el ámbito público, y quedó cortado de raíz con el gobierno de Francisco Franco, pues se llegó a ver en el idioma catalán una herramienta del catalanismo y un símbolo de resistencia contra el régimen. Incluso, con intención de desacreditarlos, tanto el catalán como los otros idiomas hablados en España distintos del castellano, fueron considerados dialectos o jergas frente al «idioma del Imperio», la lengua genuinamente española que era el castellano.
En la actualidad el catalán es la única lengua oficial en Andorra, y es lengua cooficial en las regiones españolas de Cataluña, Baleares y Valencia. En Francia no tiene estatus de lengua oficial.

## Edad Moderna

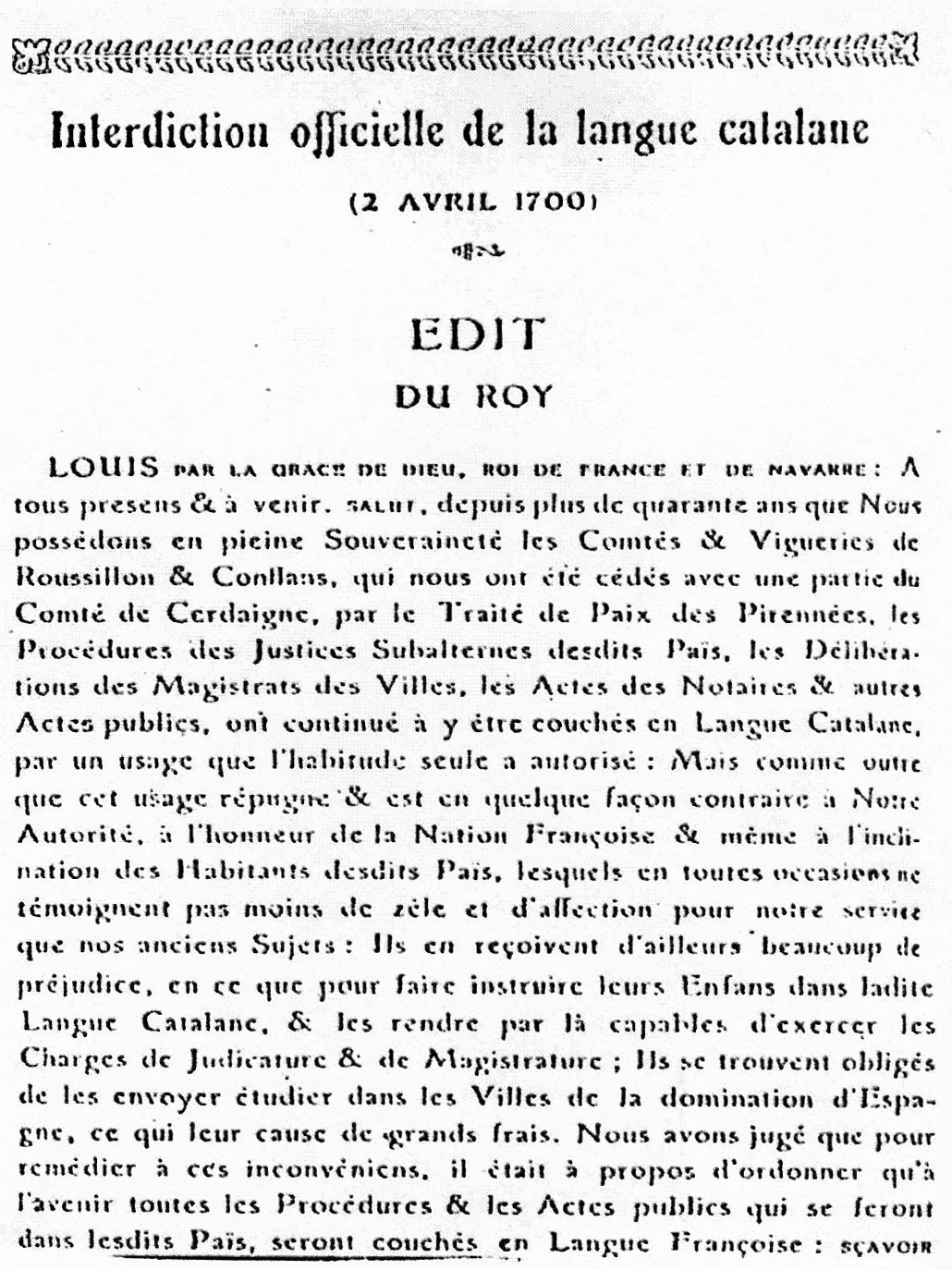
Decreto de prohibición de la lengua catalana en el Rosellón, Conflent y Cerdaña del 2 de abril de 1700.

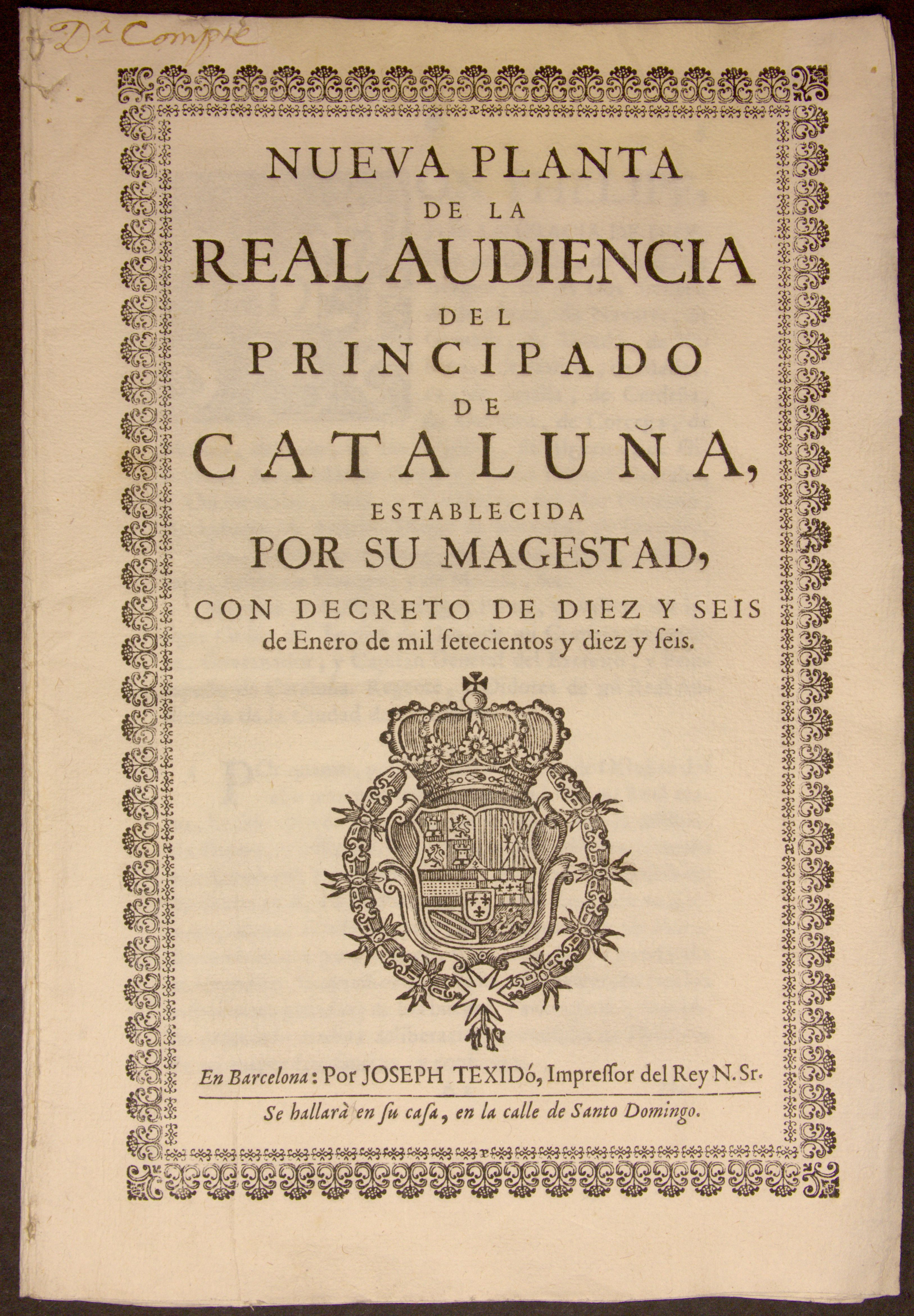
Decreto de Nueva Planta de la Real Audiencia del Principado de Cataluña, de 1716. Se imponía para la reformada Real Audiencia de Cataluña el uso administrativo del castellano.

Si bien la unión de las coronas de Castilla y Aragón respetó la identidad de cada estado de la corona y no comportó alteraciones en sus ordenamientos jurídicos e institucionales, de facto la balanza se inclinó hacia la corona de Castilla por razones esencialmente demográficas. La pérdida de importancia económica y demográfica de Cataluña dentro de la Corona de Aragón a finales del siglo XV, en favor de Valencia, coincidió por otra parte con un creciente prestigio del castellano que, antes incluso de la unión, fue avanzando en el propio reino de Aragón en detrimento del aragonés autóctono y en la corte napolitana de Alfonso V de Aragón.
La revuelta de las Germanías en Valencia, la expulsión de los moriscos, el Siglo de Oro de la literatura y el teatro en lengua castellana son otros tantos factores que ampliaron la influencia del castellano en el dominio lingüístico catalán en los siglo XVI y XVII, en los que no se dictó ninguna norma tendente a imponer el castellano. Incluso cuando la Inquisición, conforme a las instrucciones del inquisidor de Cataluña Gaspar de Cervantes, luego arzobispo de Tarragona, instó en 1560 y 1561 a que «en los negocios de la fe todo se proceda en lengua castellana», las razones esgrimidas eran todavía de tipo práctico y administrativo, sin otras connotaciones, y si otorgaba al castellano preferencia —«en cuanto cabe, no se escriban los procesos en lengua catalana»— fijaba también como criterio de actuación «que las disposiciones se escribiesen en lengua castellana, sino fuese cuando el testigo ninguna cosa entendiese de ella».
La Paz de los Pirineos (1659) supuso la entrega de los condados catalanes septentrionales a Francia. Solo dos años después, su rey, Luis XIV, adoptó las primeras medidas legales contra el uso del catalán en la educación. En 1682, una nueva Orden exigía a los roselloneses el conocimiento de la lengua francesa para obtener cargos públicos y títulos honoríficos, y les daba seis meses para aprenderlo, y en 1683 el Consejo Soberano del Rosellón prohibió a los estudiantes roselloneses viajar a Barcelona o a cualquier otra ciudad española.
Tales medidas se completaron en 1700 cuando Luis XIV promulgó un Edicto por el que se declaraban nulos todos los procedimientos judiciales, las deliberaciones de los magistrados municipales, las actas notariales y toda clase de actos públicos que no estuviesen escritos en francés, y explicaba que «el uso del catalán repugna y es de alguna manera contrario a nuestra autoridad y al honor de la nación francesa».
El cambio dinástico, con la entronización de Felipe V, nieto de Luis XIV, y la Guerra de Sucesión, privaron a los territorios de la Corona de Aragón de sus fueros e instituciones propias a través de la adopción de los Decretos de Nueva Planta que abrían el camino a la centralización administrativa, aunque en el terreno de la lengua sus efectos fueron por el momento escasos. El Decreto de Nueva Planta de Cataluña (1716) imponía en su artículo 5 el uso exclusivo del castellano en la Real Audiencia, nuevo órgano supremo de gobierno del Principado. Era esta la primera disposición legal por la que se limitaba el uso del catalán dentro de su dominio lingüístico peninsular, aunque la medida, por el carácter del órgano al que exclusivamente se aplicaba, tuviese escaso efecto en la práctica. Dado que la legislación catalana aprobada en anteriores reinados tan sólo había sido derogada parcialmente, y estando ésta redactada en catalán, resultó necesario además que en la Real Audiencia hubiera funcionarios que pudieran comprenderla, por lo que en el párrafo 8º del mismo Decreto se establecía que «los referidos Relatores, han de ser prácticos, y expertos en los Negocios de Cataluña, para poder comprehender bien los Processos, y escrituras antiguas».
Las dificultades con las que podían tropezar las nuevas autoridades para sustituir el catalán por el castellano se ponen de manifiesto en un informe presentado al Consejo de Castilla en 1719, para ser considerado en la redacción del Decreto de Nueva Planta de la isla de Cerdeña, recuperada dos años antes por Felipe V. El informante proponía restringir la obligación del uso del castellano a solo las causas que hubiesen de sustanciarse en la Audiencia, considerando que «es gravissimo inconveniente que los ordinarios no actúen en su lengua materna porque en la castellana hazen muchos errores substanciales, como se experimentó en Mallorca»
La muchas veces citada Instrucción secreta de algunas cosas que deben tener presente los corregidores del Principado de Cataluña para el ejercicio de sus empleados, remitida por el Consejo de Castilla a la Real Audiencia el 20 de febrero de 1717, podría explicarse por razones semejantes. Como es conocido, en su párrafo sexto, la instrucción animaba a los corregidores a introducir con «el mayor cuidado» la lengua castellana, «a cuyo fin dará las providencias más templadas y disimuladas para que se consiga el efecto, sin que se note el cuidado».
El proceso de sustitución del catalán por el castellano en la enseñanza fue lento y aunque en 1715 el Consejo de Castilla, asesorado por José Patiño, aconsejó que «en las escuelas de primeras letras y de gramática no se permitan libros en lengua catalana, escribir ni hablar[la] en las escuelas, y que la doctrina cristiana sea y la aprendan en castellano», nada se hizo por el momento. Al contrario, fue en la universidad y en algunos centros eclesiásticos donde más se avanzó en la introducción del castellano, incluso valiéndose en algún caso de procedimientos coercitivos, como consta por la visita que realizó a Mataró en 1755 el provincial de los Escolapios, padre Jorge Caputi, a quien complacía mucho «que (conforme al Capítulo Provincial) todos nuestros religiosos entre sí hablen en castellano y a todos mandamos hablen entre sí y con los demás, o en latín o en castellano, so pena de pan y agua por cada vez que tuviesen con los nuestros conversación tirada en catalán».
Será la Real Cédula de Aranjuez de 23 de junio de 1768, promulgada por Carlos III, la que aborde por vez primera la regulación de la lengua que debía emplearse en la enseñanza primaria, instruyendo a las autoridades para que velasen por su cumplimiento y ayudasen a extender el castellano como «idioma general de la Nación»:

Finalmente mando, que la enseñanza de primeras letras, Latinidad y Retórica se hagan en lengua Castellana generalmente, dondequiera que no se practique, cuidando de su cumplimiento las Audiencias y Justicias respectivas, recomendándose también por el Mi Consejo a los Diocesanos, Universidades y superiores Regulares para su exacta observancia y diligencia en extender el idioma general de la Nación para su mayor armonía y enlace recíproco.

A esta Real Cédula podrían agregarse otra serie de disposiciones encaminadas a restringir el empleo del catalán o de otros idiomas que no fuesen el español, como la imposición de llevar la contabilidad en castellano (1722), la prohibición de imprimir libros escolares en catalán (1773), o la prohibición de las representaciones teatrales en idioma distinto del español (1799), algunas repetidas en el tiempo y todas ellas, al aplicarse de forma poco sistemática, de dudosa eficacia, a la vista de algunas estimaciones que calculan, para finales del siglo XVIII, un índice de conocimiento del castellano —o del francés en Rosellón— en torno al 10 %.

## Edad Contemporánea

### Siglo XIX
A finales del siglo XVIII y en las primeras décadas del siglo XIX, el cosmopolitismo de las élites ilustradas y la orientación jacobina de la naciente ideología liberal coincidían en hacer del catalán una lengua de ámbito meramente provincial, hablada mayoritariamente en áreas rurales e incapaz de servir como vehículo transmisor para la cultura y las nuevas ciencias. Así lo exponía nítidamente el Gobierno superior político de Baleares, de carácter progresista, en una instrucción fechada el 22 de febrero de 1837 por la que justificaba su prohibición de utilizar el catalán en las escuelas,

considerando que el ejercicio de las lenguas científicas es el primer instrumento para adquirir las ciencias y trasmitirlas, que la castellana, además de ser la nacional, está mandada observar en las escuelas y establecimientos públicos, y que por haberse descuidado esta parte de instrucción en las islas viven oscuros muchos talentos que pudieran ilustrar no solamente a su país sino a la nación entera.

Fue entonces cuando se extiendió el uso del castellano al menos entre las clases altas y urbanas, creándose un reparto diglósico en el que el catalán fue empleado preferentemente en la comunicación oral y el castellano en la escritura. A ello contribuyeron diversos factores, debiendo considerarse en primer lugar la imposición del castellano en las escuelas, al tiempo que se ampliaba la escolarización. El castellano se impuso en todas las disposiciones legales del periodo en materia de educación, desde el Plan Quintana de 1821, el Plan Calomarde de 1825, que trataba de instituir la enseñanza oficial uniforme del castellano, la Instrucción Moscoso de Altamira (1834), el Reglamento de Bravo Murillo (1849) y, muy especialmente, la Ley de Instrucción Pública de 1857 o Ley Moyano, que únicamente contemplaba la enseñanza de la gramática castellana en las escuelas. En consecuencia, el Reglamento Orgánico para las Escuelas Normales de Instrucción Primaria del Reino, decretado el 15 de octubre de 1843 por el gobierno provisional, establecía que, entre las materias que debían cursar los futuros maestros, figurasen obligatoriamente la asignatura Gramática Castellana, así como historia de España y "leves" nociones de literatura española.
La obligatoriedad de utilizar el castellano en las escuelas no se limitaba a las aulas y su incumplimiento podía ser motivo de sanciones humillantes. Para prevenir el uso del catalán dentro del recinto escolar, el Gobierno superior político de Baleares instituía en su citada disposición el sistema de la «sortija», método punitivo que consistía en entregar una sortija el lunes a uno cualquiera de los alumnos, quien podría pasarla a aquel de sus condiscípulos al que escuchase una palabra que no fuese en castellano y así sucesivamente hasta la tarde del sábado, cuando quien estuviese en posesión de la sortija recibiría un castigo, al principio leve y progresivamente con violencia física.
En otros terrenos, la prohibición de 1799 de representar funciones teatrales en idiomas distintos del castellano fue retomada en nuevas disposiciones fechadas en 1807 y 1867, prohibiéndose en esta última, dictada por González Bravo, escribirlas exclusivamente en «dialectos de las provincias de España». En 1838, también se prohibieron con rotundidad los epitafios de los cementerios en catalán.
La Ley del Notariado de 1862, en su artículo 25, establecía que:

Los instrumentos públicos se redactarán en lengua castellana, y se escribirán con letra clara, sin abreviaturas y sin blancos.

También la Ley del Registro Civil de 1870 imponía el español en las inscripciones oficiales, dando lugar a la castellanización de apellidos catalanes, y la de Enjuiciamiento Civil de 1881 solo admitía el castellano en las causas civiles, en tanto la Dirección general de Correos y Telégrafos, al implantarse en 1896 la línea entre Madrid y Barcelona, iniciando el servicio público, prohibía las conversaciones telefónicas en idioma distinto del español, prohibición que se mantendría en vigor hasta 1904, cuando el gobierno presidido por Antonio Maura autorizó las conversaciones telefónicas y los telegramas en catalán.
Al mismo tiempo, sin embargo, el movimiento de la Renaixença, que según se considera habitualmente arranca con la publicación de la oda La Patria de Bonaventura Carles Aribau (1833), y la restauración en Barcelona de los Juegos Florales (1859), facilitarán que la percepción del catalán como lengua de cultura fuese cambiando en sentido positivo.

### sigloXX: época de la Restauración y dictadura de Primo de Rivera
El siglo XX arranca con un creciente interés por el estudio del catalán: en 1898 se funda el Col·legi Sant Jordi, el primero que imparte todas sus clases en catalán, embrión de la Asociación Protectora de la Enseñanza Catalana, fundada un año después, que impulsa la creación de otros colegios y la edición de textos escolares; en 1906 se celebra el Primer congreso internacional de la Lengua Catalana y en 1907 se funda el Instituto de Estudios Catalanes en cuyo seno se crea cuatro años después la Sección de Filología, interés por el idioma que corre paralelo al auge del catalanismo político, que con la Lliga Regionalista obtiene en 1901 su primer éxito electoral.
Algunos decretos y reglamentos restrictivos, como el Real decreto del conde de Romanones que obligaba a la enseñanza del catecismo en castellano (1902) o la prohibición, ese mismo año, de los Juegos Florales, por orden militar; y el Reglamento de la Ley del Notariado de 1917, que excluía el uso del catalán en los actos notariales, contrastan con la creación de la Mancomunidad de Cataluña en 1914, que hizo posible que el catalán alcanzase cierto grado de reconocimiento oficial, perdido inmediatamente después de establecerse en 1923 la dictadura de Primo de Rivera.
Solo cinco días después del golpe que entregó el poder al general Primo de Rivera, el Real Decreto de 18 de noviembre prohibía taxativamente el uso de otros idiomas distintos del castellano —«que es el oficial del Estado español»— en actos oficiales de cualquier tipo y por cualquier autoridad, aunque «el expresarse o escribir en idiomas o dialectos, las canciones, bailes, costumbres o trajes regionales no son objeto de prohibición alguna». El mismo decreto permitía utilizar idioma distinto del castellano en la vida interna de las instituciones locales y provinciales a condición de llevar obligatoriamente en castellano sus libros oficiales.
La erradicación del catalán de la enseñanza será preocupación fundamental de los nuevos gobernantes. Una Circular de 19 de octubre de 1923 de la Inspección de Primera Enseñanza incidía ya en la adopción de sanciones a aplicar a aquellos maestros que suplantasen el uso del castellano en la escuela. Incluso las clases de gramática catalana que se impartían de forma gratuita en la Escuela Normal de Lérida fueron desautorizadas por el mismo servicio de inspección educativa en diciembre de 1923. En enero de 1924 el general Losada, presidente accidental de la Mancomunidad de Cataluña y gobernador civil de Barcelona ordenó que en las escuelas de la Mancomunidad se impartiesen las clases en castellano. Y como complemento a las anteriores circulares y reales decretos encaminados a implantar el castellano en las aulas, el Real Decreto 11-VI-1926 establecía finalmente que a los maestros nacionales de la «regiones [en] que se conserva otra lengua nativa» que abandonasen o entorpeciesen de cualquier modo el uso del idioma oficial, se les abriese expediente disciplinario, contemplando para los infractores sanciones de suspensión de empleo y sueldo de uno a tres meses o, en su caso, el traslado a poblaciones en las que exclusivamente se hable el idioma oficial.

### Segunda República Española
El Gobierno Provisional de la Segunda República Española, que declaró que la educación primaria «debía de producirse en la lengua materna», derogó el 29 de abril de 1931 (quince días después de la proclamación de la República) las disposiciones contrarias al uso del catalán en dicha educación primaria que tenían su origen en la dictadura de Primo de Rivera. La enseñanza del catalán en las escuelas durante el periodo histórico de la República permitió integrar culturalmente, antes de la Guerra Civil, a una parte significativa de los inmigrantes en Cataluña provenientes de regiones exclusivamente castellanohablantes.
El artículo 4 de la Constitución de la República Española del 9 de diciembre de 1931 estableció, por primera vez en la historia en términos legales, la oficialidad del castellano como lengua nacional. En tanto que lengua oficial, la Constitución establecía que «Todo español tiene obligación de saberlo y derecho de usarlo, sin perjuicio de los derechos que las leyes del Estado reconozcan a las lenguas de las provincias o regiones». En los debates previos a la aprobación del texto, algunos diputados de la izquierda se hicieron eco de los postulados del centralismo liberal decimonónico. En la creencia de que el desconocimiento del castellano por los obreros favorecía a las burguesías nacionalistas, las más interesadas en fomentar los «idiomas vernáculos», el socialista Antonio Fabra Ribas defendió: «Por lo que toca a la enseñanza, no ya del castellano, sino también en castellano, la República no puede hacer la menor concesión, so pena de faltar a uno de sus más sagrados deberes, especialmente por lo que se refiere a los trabajadores». Más lejos fue el también diputado socialista Andrés Ovejero, catedrático de teoría de la literatura en la Universidad de Madrid, quien sostenía:

Quisiéramos un Gobierno que prohibiese los Juegos Florales (...), que no permitiera la literatura regionalista y que acabara con todos los dialectos y todas las lenguas diferentes de la nacional.

No obstante, el reconocimiento que en el mismo artículo cuarto se hacía de las lenguas regionales, hizo posible que el Estatuto de Nuria, un año más tarde, estableciese en su artículo segundo la cooficialidad del catalán con el castellano en Cataluña, siendo así la primera vez que de forma explícita ambas lenguas obtenían dicho reconocimiento.

### Franquismo
Con la Guerra Civil se abrió un periodo de persecución y marginación de la lengua y cultura catalanas que resultaría el más largo y de mayor dureza de toda su historia. En un primer momento, hasta 1943-1944, coincidiendo con el periodo de máxima aproximación al Eje, la exclusión de la lengua de la esfera pública fue casi total. El intento de erradicar el catalán de la esfera pública alcanzó incluso a la prohibición de utilizarlo en las lápidas de los cementerios. La identificación del castellano con la mitificada "España: Una y Grande" por la que se había alzado el ejército, fue puesta de manifiesto por Franco en declaraciones ofrecidas al Jornal do Brazil, en enero de 1938:

España se organiza en un amplio concepto totalitario, por medio de instituciones nacionales que aseguran su totalidad, su unidad y su continuidad. El carácter de cada región será respetado, pero sin perjuicio para la unidad nacional, que la queremos absoluta, con una sola lengua, el castellano, y una sola personalidad, la española.

En Mallorca, la única zona del ámbito lingüístico catalán donde triunfó el golpe militar, fueron suprimidas ya en 1936 las revistas culturales escritas en catalán, entre ellas el Bolletí de la Societat Arqueològica Llul·liana. En las Baleares, sin embargo, donde el idioma catalán no había gozado de la consideración de idioma oficial y, por consiguiente, no se sintió de igual modo la necesidad de reprimirlo, hubo una mayor tolerancia al uso literario, incluso practicado por adictos al régimen, y el obispo de la diócesis, Josep Miralles utilizó siempre y defendió con firmeza el uso de la lengua catalana en la predicación, no obstante su apoyo al golpe militar y su protagonismo en actos como la bendición de varios aviones adquiridos en la Italia fascista el 6 de septiembre de 1936 en el aeródromo de Son San Juan.
Inmediatamente después de que las tropas franquistas cruzasen el río Segre, por la Ley de 5 de abril de 1938 de la Jefatura del Estado, se declaró abolido el Estatuto de Autonomía de Cataluña, «en mala hora concedido por la República», revirtiendo al Estado «la competencia de legislación y ejecución (...) y los servicios que fueron cedidos a la región catalana en virtud de la Ley de quince de septiembre de mil novecientos treinta y dos». La ley declaraba la invalidez del Estatuto desde el 17 de julio de 1936 e implicaba la desaparición de la Generalidad de Cataluña y la supresión de la oficialidad del catalán en la zona bajo su dominio.
Ocupada Lérida en abril, hubo gestos de hostilidad como el fusilamiento de la lápida en la que se había inscrito la poesía  Al campanar de Lleida de Magí Morera, por estar escrita en catalán y en algunos lugares de la ciudad aparecieron rótulos que decían: «Si eres patriota habla español..., si no lo eres, fastídiate y háblalo también».
En las semanas siguientes se dictaron órdenes ministeriales por las que se prohibía el uso del catalán en el Registro Civil (18 de mayo), así como el registro de personas jurídicas en ese idioma tres días después.
La ocupación de Barcelona el 26 de enero de 1939 fue acompañada de un bando del general Eliseo Álvarez-Arenas, al frente de las fuerzas ocupantes, en el que afirmaba: «Estad seguros, catalanes, de que vuestro lenguaje en el uso privado y familiar no será perseguido». El Correo Catalán publicó al día siguiente una hoja extraordinaria en la que aludía en catalán a «la Joventut Tradicionalista de Barcelona», por lo que fue sancionado con tres semanas de suspensión.
El desamparo en que quedaba el estudio y uso público del catalán se puso de manifiesto a solo dos días de la entrada de las tropas franquistas en Barcelona, cuando por Orden del Ministerio de Educación Nacional se suprimió la Universitat Autònoma de Barcelona y cualquier enseñanza relacionada con la cultura catalana como filología catalana, historia moderna de Cataluña, geografía de Cataluña, Derecho Civil Catalán o historia del arte medieval catalán. En febrero fue clausurada la Asociación Protectora de la Enseñanza Catalana y sus propiedades confiscadas. También se disolvió la Federación de los Coros Clavé y numerosas sociedades corales, como La Llanterna de Suria, que no pudo reanudar sus actuaciones hasta 1948, o la Escola Orfeònica Martorelles, clausurada hasta 1956.
Según Dionisio Ridruejo, que años después escribió de su entrada en Barcelona con las tropas "nacionales", su primera gran decepción, que lo que había empezado como una apoteosis constituyó «inmediatamente después, una brutalidad», camiones con propaganda franquista escrita en catalán fueron incautados por la "autoridad", que sin más prohibió el uso del idioma. En calles y locales públicos se inscribieron rótulos con textos que, acompañados por la efigie de Franco, decían: «si eres español habla español» o «aquí se habla la lengua del Imperio». La casa de Pompeu Fabra en Badalona fue saqueada y su biblioteca quemada en medio de la calle. En los primeros días de febrero también se quemaron públicamente los fascículos del octavo volumen de la Història nacional de Catalunya de Antoni Rovira i Virgili y se destruyeron, entre otras, las planchas del Diccionari general de la llengua catalana de Fabra y la Arquitectura romànica a Catalunya de Josep Puig i Cadafalch.
La castellanización obligatoria de rótulos de calles y comercios alcanzó al cambio de nombre del Palau de la Música Catalana, que en adelante debería denominarse Palacio de la Música. Los incumplimientos se sancionaban con multas y detenciones. El 7 de mayo La Vanguardia Española publicó un comunicado oficial con el título «Una multa ejemplar», dando cuenta de la multa de 2000 pesetas impuesta por el capitán general de Cataluña a M. Casanovas Guillen por haberle dirigido una instancia con membrete en catalán. El texto explicaba:

Aún admitiendo que el uso de este papel confeccionado indudablemente en periodo rojo, no haya sido de mala fe, supone cuando menos un acto de desidia y falta de respeto a la autoridad a quien se dirige, que merece una sanción ejemplar.

El 3 de junio el gobernador civil de Tarragona sancionó con multa de 500 pesetas a Valerio Llusà, vecino de Valls, «por usar en los negocios a los que se dedica, facturas impresas EN IDIOMA NO ESPAÑOL»,  y al alcalde de la misma localidad le impuso multa de cincuenta pesetas por no haber puesto la atención debida en la sustitución de los rótulos escritos en catalán. A Antonio Marfà, de Mataró, fue la comandancia militar la que le impuso una multa «por permitirse confeccionar unos recordatorios de primera comunión en el dialecto catalán».
El 10 de agosto fue detenido Bel·larmí Rodríguez i Arias, profesor agregado de neurología de la Universidad de Barcelona, acusado, entre otras razones, de explicar las clases en catalán. También fue detenido Ramón Gelabert, acusado este de vender participaciones de la lotería nacional escritas en catalán. Algunos días después fueron multados con mil pesetas y destituidos los alcaldes de Teyá, «por empleo del dialecto catalán en las comunicaciones oficiales» y San Agustín de Llusanés. A finales de año, las tradicionales representaciones navideñas de Els Pastorets de La Garriga hubieron de representarse en castellano y el gobernador civil de Barcelona prohibió su representación fuera del ámbito familiar.
El intento de imponer la predicación y catequesis en castellano fue motivo de tensiones entre las nuevas autoridades y algunos sectores eclesiásticos. A la altura de 1936 la iglesia catalana tenía una larga tradición de defensa del idioma. En 1923 los obispos de la Provincia Eclesiástica Tarraconense habían ordenado que «la predicació de la Divina Paraula a Catalunya, tal como ve practicant-se, es farà per regla general, en la llengua del país». Tal unidad en la defensa de la lengua, sin embargo, se rompió tras el estallido de la guerra, atendiendo en algunos casos a exigencias de las autoridades civiles o militares. Justí Guitart, obispo de la Seo de Urgel, se distinguió en la defensa del catalán en la predicación. Ya en septiembre de 1938, desde Zaragoza, escribía al párroco de Balaguer, ocupado por los franquistas:

Me dice V. que se le han hecho respetables insinuaciones, en el sentido de usar exclusivamente el castellano, a base de una disposición, según parece, del Ministerio de Orden de Público. No conozco tal disposición, ni creo verosímil su existencia: pues la materia es completamente ajena a la competencia de ese Ministerio, y a la de toda Autoridad civil, no menos que si se tratará de la celebración de la santa Misa, o de la administración de Sacramentos.

Preocupado con aquellas noticias Guitart se dirigió inmediatamente al nuncio papal, con residencia en San Sebastián, haciéndole expresión de sus temores:

Excelencia reverendísima: Mis temores de posibles conflictos sobre el uso de la lengua catalana en las iglesias de mi diócesis empiezan por desgracia a realizarse (...) En el orden canónico, la cosa, a mi entender, no tiene réplica. En el orden político (aunque esto no pertenece al cargo pastoral) creo sería prestar un excelente servicio a la Causa Nacional el llamar la atención a las altas esferas sobre el enorme daño que se le está causando con este género de persecución del idioma catalán.

Sin embargo, el 15 de marzo de 1939, el vicario general de la diócesis de Barcelona, con la diócesis vacante, solicitaba a los rectores de los templos, en el primer número del Boletín Oficial del Obispado de Barcelona, que «accediendo gustosamente a las indicaciones que nos han sido hechas por las dignísimas Autoridades de esta Provincia (...) en los actos de culto público que se celebren en sus respectivos templos no se use otra lengua vernácula que la española».
El 3 de junio, el general Eliseo Álvarez-Arenas, jefe de la 4ª Región Militar, dirigió una carta a los obispos de su región militar, en la que manifestaba:

La frecuencia con que llegan a mi conocimiento denuncias relativas al uso del catalán en actos públicos de carácter religioso, me obligan a dirigirme a V.S.I. para que, al conocer esta actuación de algunos elementos del clero, vea el medio de poner término a tal falta de patriotismo y salir al paso de una posible campaña de catalanismo, que tan funestas consecuencias podría traer (...) por lo cual estoy dispuesto a velar hasta el límite que permitan las obligaciones de mi cargo en defensa de la España Única, cuyo lenguaje oficial, también único para actos públicos de todo carácter, es el idioma Nacional, castellano. 

El cumplimiento de este deber no alcanza sino a los actos de carácter público y es compatible con el uso de cualquier otro lenguaje en la esfera privada y en el hogar.

Lamento tener que molestar su atención, esperando, sin embargo, verme atendido, a cuyo fin le ruego tenga a bien contestarme.

El obispo de Gerona Josep Cartañà, atendiendo a la solicitud del general, le respondió sin tardanza en carta fechada el 6 de junio:

Recibo su atenta carta del día 3 y la contesto, no encontrando en ello molestia, sino gran honor y satisfacción, porque sin otras miras que las propias de mi sagrado ministerio, puedo asegurar a V.E. mi decidida cooperación para cuanto redunde en bienestar y grandeza de España.

En su apreciada carta, al parecer, han de distinguirse dos extremos: uno referente a la campaña catalanista y otro al uso del catalán en las Iglesias. Respecto del primer punto (...) al llegar a esta diócesis di, entre otras normas, la de que obraría con la mayor severidad si algún sacerdote, olvidándose de sus sagrados deberes, hacía política catalanista. (...) Tampoco ha de constituir dificultad para mí la resolución del segundo extremo, cuando, al posesionarme del Obispado, en 1934, ordené que en una de las iglesias más céntricas y concurridas de Gerona se predicara una homilía en castellano los domingos y días festivos.

A pesar de esta predisposición a colaborar, el obispo terminaba recordando la distinta situación en la que se encontraban las poblaciones urbanas y las rurales, en lo que a las condiciones de la predicación se refería, «y que yo no toleraría una palabra en catalán si conociera que con ello se intentan fines políticos contra la unidad de mi querida patria». La actitud de Cartañà, con su defensa templada del uso del catalán compatible con la aceptación del régimen, hizo posible a la larga que las autoridades civiles desistiesen del intento de imponer taxativamente el castellano en las iglesias, alcanzando una solución de compromiso, lo que hizo posible, del mismo modo, la publicación de un catecismo bilingüe en 1941.
En los meses siguientes aún iban a sucederse nuevos incidentes entre las autoridades civiles o militares y algunos sacerdotes que persistían en utilizar el catalán en la predicación o en la catequesis. Cabe recordar la multa de ciento cincuenta pesetas impuesta al párroco de la iglesia de San Juan de Reus por enseñar el catecismo en catalán, o la queja presentada ante el obispo de Vich por el gobernador civil de Barcelona contra el párroco de Santa María de Corcó por predicar y rezar el rosario en catalán. En razón de ello, el 28 de octubre, el ministro de la Gobernación Ramón Serrano Suñer dirigió una carta circular a los obispos catalanes y vascos en la que les manifestaba cómo era asunto de preocupación para el Gobierno el uso público de las lenguas catalana y vasca, acerca de lo que frecuentemente reclamaban instrucciones los respectivos gobernadores civiles. En tono cortés, el ministro solicitaba a los obispos le diesen su opinión acerca del que era su criterio de cómo se debía actuar en esta materia, y era que:

Hasta tanto que el idioma español sea entendido por todos (lo que se logrará con una tenaz labor escolar), podría adoptarse la siguiente norma: la explicación del Evangelio se haría en lengua regional durante las misas de los días festivos a que, por la hora y la localidad, concurriesen mayoría de fieles que se presumiese ignorasen el castellano. También se daría en catalán o vascuence la enseñanza parroquial de Catecismo, en las Parroquias que concurriese la misma circunstancia (...) En todos los demás actos religiosos se utilizaría el español.

Serrano Suñer volvió sobre el asunto el 11 de diciembre, acusando recibo de la contestación que le había remitido el obispo de la Seo de Urgel, Justí Guitart. En su respuesta, el ministro, además de declararse sorprendido por el tono de su contestación, «en contraste y en excepción con el empleado por los demás señores Prelados», concluía tajante:

Por lo demás, estimando en mucho su opinión personal, según la cual "es error lamentable, de funestas consecuencias, considerar el simple uso de la lengua catalana como algo atentatorio a la unidad de la Patria", entiendo que el poder Civil, sin intervención del eclesiástico, es el llamado a fijar el criterio político de cada momento y territorio, en orden al idioma.

El propio cardenal primado Isidro Gomá, progresivamente distanciado de las nuevas autoridades, se opuso a las pretensiones de Serrano, defendiendo la que era su propia lengua y el derecho de la iglesia a predicar en ella, pues «las regiones de lengua distinta a la castellana —decía en su respuesta al ministro— indudablemente comprenden mejor su lengua nativa y por ello mismo debe esta ser el medio normal de predicación». Con todo, la actitud de la iglesia en este orden distó de ser unánime. En una dirección contraria a la defendida por el cardenal primado, el administrador apostólico de la diócesis de Barcelona, Miguel de los Santos Díaz Gómara, el 27 de mayo de 1939, en el acto de entronización del Sagrado Corazón en las oficinas de la Inspección de Primera Enseñanza, se dirigió a los maestros pidiéndoles que enseñasen siempre en castellano: «En esa lengua debéis enseñar (...) en ella debéis enseñar a escribir, y a rezar a Dios». Conforme a ello, pocos meses después ordenó que en los actos públicos del seminario de Barcelona se emplease únicamente el castellano y que el latín fuese pronunciado «a la española».
En marzo de 1940 el subsecretario del ministerio de la Gobernación remitió una nueva circular confidencial a los obispos catalanes y vascos, en la que admitía cierta elasticidad en la interpretación de la norma que establecía el uso con carácter general del castellano y reconocía, con el debido acatamiento al magisterio de la Iglesia, la posibilidad de emplear la lengua «familiar» allá donde mayoritariamente los fieles desconociesen el castellano. Pero la utilización del catalán en la predicación y la catequesis siguió siendo fuente de conflictos, lo que puede explicar el progresivo distanciamiento del régimen protagonizado por importantes sectores de la Iglesia catalana. Fue sonado el incidente provocado por Luis de Galinsoga, director del diario por entonces llamado La Vanguardia Española, cuando en junio de 1959, tras asistir a una misa en la iglesia de Sant Ildefons en la Travessera de Gràcia, en la que el párroco había predicado en catalán, se dirigió a protestar a la sacristía y exclamó «¡Todos los catalanes son una mierda!». Aunque se le invitó a asistir a otras misas en la misma iglesia con predicación en castellano, el periodista insistió en su desplante y, con arrogancia, dejó su tarjeta de visita, lo que desencadenó una campaña de boicot al diario encabezada por Jordi Pujol y los jóvenes católicos catalanes de C.C., hasta forzar el cese de Galinsoga al frente del diario en el que había permanecido, nombrado gubernativamente, desde 1939.
También tuvo amplia repercusión en este orden la entrevista de José Antonio Novais al abad de Montserrat Aureli Maria Escarré, publicada por el diario Le Monde el 14 de diciembre de 1963. Bajo el titular: «Le régime se dit chrétien mais n’obéit pas aux príncipes de base du christianisme» (El régimen se dice cristiano, pero no obedece los principios básicos del cristianismo), Escarré afirmaba, sobre la cuestión de la lengua y la cultura catalanas: «Cataluña es una nación entre las nacionalidades españolas. Tenemos derecho como cualquier otra minoría a nuestra cultura, a nuestra historia, a nuestras costumbres que tienen su propia personalidad dentro de España. Somos españoles, no somos castellanos». En respuesta a estas declaraciones, una semana después un grupo de falangistas prendió fuego a los locales del Casal de Montserrat en Barcelona y rubricó su acción con pintadas en las paredes que decían «España, una patria, una bandera, una lengua». La polémica suscitada, con recogida de adhesiones y algún reproche llegado desde sectores eclesiásticos afines al régimen, solo concluiría meses más tarde con el exilio del prelado a Roma.
Entre otras medidas represivas o coercitivas durante el primer franquismo se citan:
- 1940, circular sobre el "Uso del Idioma Nacional en todos los servicios públicos" por la cual se prohíbe el uso del catalán. Orden ministerial que prohíbe el catalán a las marcas comerciales. Prohibición del catalán en el cine.[91]
- 1941, los Juegos Florales de Barcelona quedan prohibidos por lo que se celebran en el exilio en diversas ciudades de Europa y Latinoamérica con el nombre de Juegos Florales de la Lengua Catalana. Desde 1971 se celebraron de forma clandestina en Barcelona y se volvieron a celebrar de forma pública hasta 1978.[92]
- 1944, Decreto que aprueba el nuevo Reglamento notarial según el cual necesariamente hay que hacer las escrituras en castellano.[39]
- 1945, Orden Ministerial que obliga a bautizar los barcos en castellano. Nueva ley de educación primaria que solo permite enseñar en castellano.[39]
- 1947, suspendidas las ediciones de Marià Manent por estar en catalán.[39]
- 1948, 25 de diciembre: la censura prohíbe informar de la muerte de Pompeu Fabra y no se admiten las esquelas en los periódicos.[39]
- 1952, se secuestra la revista Aplec. El gobernador de Barcelona, Felipe Acedo Colunga, les dice a los editores: ¿Ustedes creen que hemos hecho la guerra para que el catalán vuelva a ser de uso público?[93]
- 1953, se prohíbe en Valencia la revista Esclat por estar en valenciano, aunque se acaba publicando en la clandestinidad.[94][95]
  - Se prohíbe la edición de una novela de Miquel Llor por estar escrita en catalán.[95]
- 1956, Reglamento de prisiones: los presos solamente pueden hablar castellano.[39]
- 1961, Nuevo Reglamento de telégrafos por el cual se prohíbe el catalán.[96] Ya estaba prohibido desde 1941.[97]

En contraste con lo ocurrido con la inmigración recibida en la década de 1920 y 1930, durante la mayor parte de la dictadura de Franco se propició la exclusión total del idioma catalán del sistema educativo (fue relegado a la esfera familiar), llegando a utilizarse en algunos lugares métodos en los que los propios alumnos tenían que denunciar al compañero que hablara catalán cediéndole una canica. La lengua catalana llegó también a prohibirse en las lápidas de las tumbas en el periodo de posguerra. Hasta el año 1951, Rafael Aracil, Joan Oliver y Antoni Segura han considerado que la persecución de la lengua fue «total».
En el segundo Franquismo, una cierta apertura del régimen permitió un tímido cambio en la marginalización del idioma que dio pie a una serie de pasos en contra de esa tendencia como la emisión en 1964 del primer programa de televisión en catalán por parte de TVE (Teatro catalán). Tanto la Nova Cançó (1961) —con limitaciones, como puso de manifiesto la prohibición a Joan Manuel Serrat de cantar en catalán en el festival de Eurovisión de 1968— como la creación en 1971 de la Asamblea de Cataluña, en la que se aglutinaban las fuerzas antifranquistas, son fenómenos que se han considerado como ejemplos del mantenimiento del uso del idioma catalán durante la dictadura. En 1970 la última ley educativa de Franco abría la puerta al uso de lenguas distintas en la enseñanza primaria, vía que sería desarrollada por un decreto 5 años más tarde. También en 1975, próximo ya el fallecimiento de Franco, otro decreto permitía el empleo de otras lenguas nativas españolas en los ayuntamientos distintas del castellano.
Globalmente, la casi total exclusión del catalán del sistema educativo y las severas limitaciones a su uso en los medios de comunicación de masas durante todos estos años, tuvo consecuencias de larga duración y que estarían presentes años después del final de la dictadura, como se observa en las altas tasas de analfabetismo en catalán que se da entre las generaciones escolarizadas en esos años: en 1996 solo un tercio del tramo de edad comprendido entre los 40 y los 44 años era capaz de escribir en catalán, hablado por el 67 % de los censados, cifras que descendían al 22 % de los mayores de 80 años capaces de escribirlo con un 65 % de hablantes.

### Transición y monarquía parlamentaria
La Constitución Española de 1978 estableció que las demás lenguas de España distintas del castellano serían también oficiales de acuerdo con lo que dispusieran los distintos estatutos de autonomía. El Estatuto de Autonomía de Cataluña de 1979 declaró al catalán lengua propia e igualmente oficial en Cataluña junto con el castellano, declaratoria que fue desarrollada por una robusta legislación de normalización lingüística basada en la discriminación positiva en favor del catalán. El Estatuto de Autonomía de Cataluña de 2006 reafirmó el estatus legal del catalán estableciendo que dicha lengua debe ser la lengua normal de la administración y de la enseñanza utilizándose normalmente el catalán como única lengua vehicular tanto de la administración autonómica y local como del sistema educativo.
Se ha apuntado —a pesar de que el reconocimiento de las diferentes lenguas de España en el artículo 3º de la Constitución Española no garantiza una simetría en los derechos lingüísticos a efectos prácticos— el éxito «espectacular» de las políticas de promoción desde 1978 de la lengua catalana en la comunidad autónoma de Cataluña, enfatizándose este uso del catalán de manera exclusiva (en algunas ocasiones en dos idiomas) en menús escolares, carteles públicos o nombres de calles. Como resultado de la política lingüística el catalán se ha convertido en la primera lengua del sistema educativo en la comunidad autónoma de Cataluña. Sin embargo, respecto al futuro de la lengua catalana, Miquel Strubell —director del instituto de Sociolingüística de Cataluña y pieza vocal importante implicada de manera activa en el proceso de «re-catalanización»— apunta que el futuro del catalán no está asegurado, debido a causas variadas como la escasa tasa de nacimientos o la llegada de emigrantes de otras regiones de España exclusivamente castellanohablantes. Por otra parte, se ha apuntado que Isidor Marí en su publicación De la normalització a la sostenibilitat: els límits de la planificació de l’estatus distingue en el periodo de la Transición y monarquía parlamentaria en Cataluña cuatro fases que discurren desde la de la normalización —que se extendería hasta la década de 1980— a la de «sostenibilidad lingüística» —alcanzada finalmente en el siglo XXI—.